# 花蓮港合同廳舍
23°59′49″N 121°38′06″E / 23.997075°N 121.634862°E

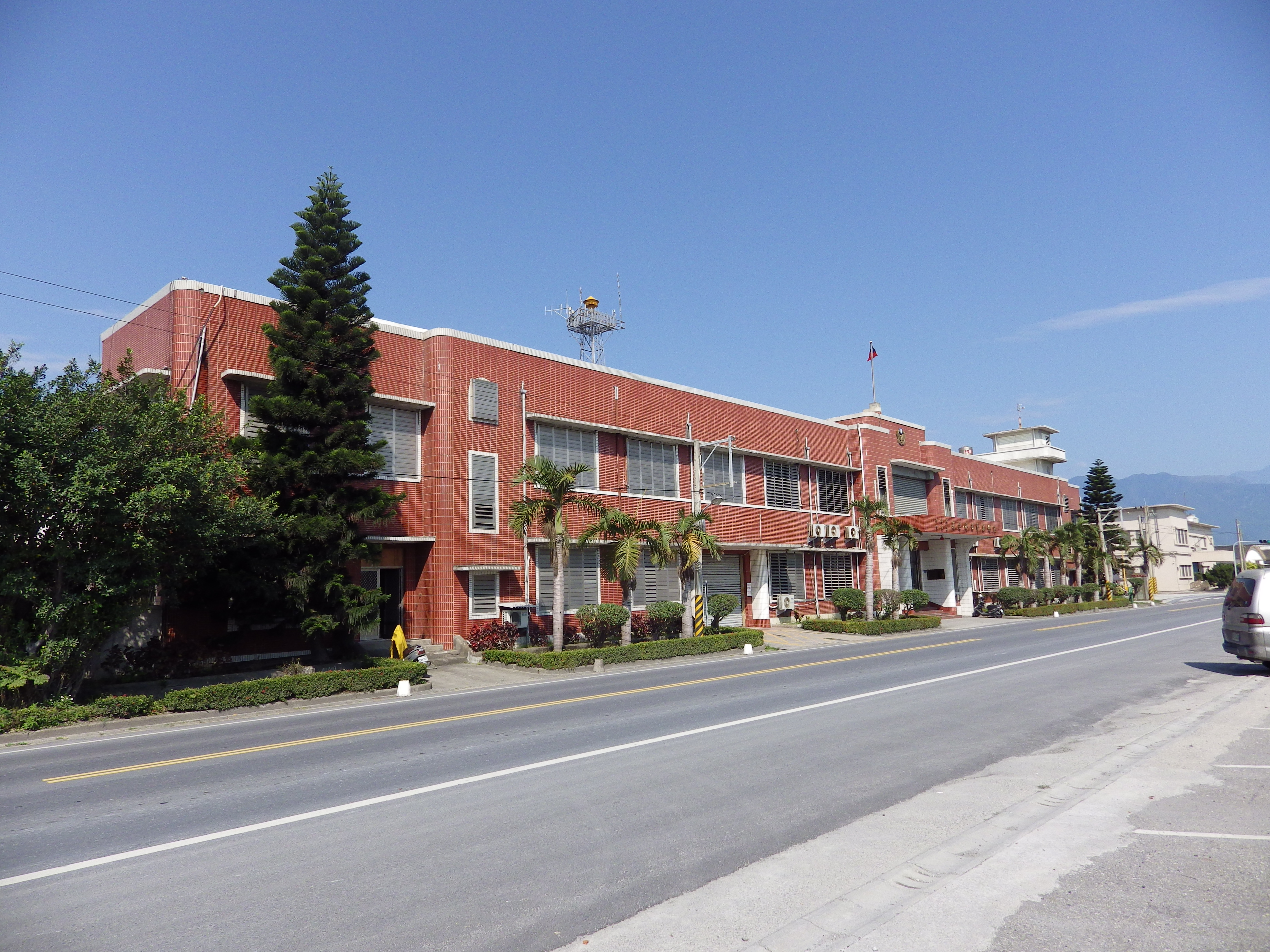
花蓮港合同廳舍

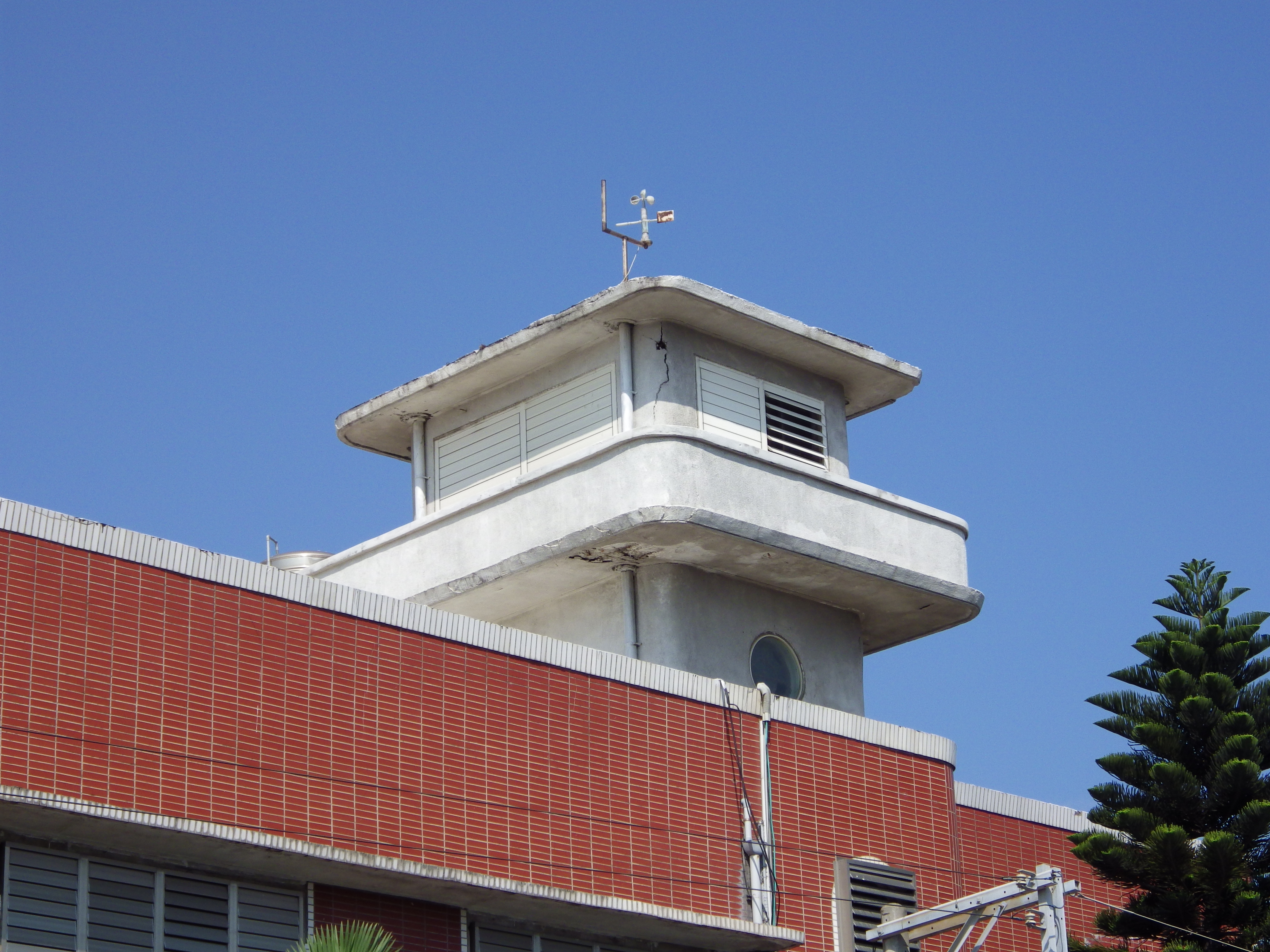
花蓮港合同廳舍望樓

花蓮港合同廳舍為位於臺灣花蓮市花蓮港的一棟官署建築，興建於1938年。現為花蓮港務警察總隊使用中。

## 介紹
隨著花蓮港碼頭工程的進行，臺灣總督府交通局於1935年提出在花蓮港邊興建合同廳舍作為統合花蓮港行政運作的機關建築。花蓮港合同廳舍於1938年11月動工，1940年8月29日舉行落成式，由臺灣總督府營繕課負責建築設計規劃，分為本館和分館兩棟，分館位於本館南側約500公尺。建築為鋼筋混凝土結構，主建築為二層樓，北側有個四層樓高的望樓。花蓮港為基隆港、各家船運公司和物流運送店家的交通樞紐，許多物品的輸出入也在此進行；於是在建築設計當初，即規劃將此合同廳舍作為多個機關辦公的場所，在本館設有稅關花蓮港支署、交通局海事出張所、交通局埠頭出張所、花蓮港郵便局埠頭出張所、殖產局花蓮港米穀檢查所、殖產局花蓮港植物檢查所、專賣局花蓮港支局出張所和水上警察官吏派出所等機關；在分館則有花蓮港廳港務部和花蓮港燈臺。